# Vadsbo domsaga
Vadsbo domsaga var en domsaga i Skaraborgs län. Den existerade under två perioder: från 1680 till 1864, då den delades i två delar, och från den 1 januari 1929 (bildad genom samgående av Vadsbo norra domsaga och Vadsbo södra domsaga) till 1971, då den upplöstes i samband med tingsrättsreformen i Sverige och överfördes till Mariestads tingsrätt.
Domsagan låg i domkretsen för Göta hovrätt. Antalet tingslag domsagan var fyra under den första perioden och under den andra perioden först två och sedan ett.
Fram till 1800-talet förekom även stavningen Wadsbo domsaga.

## Tingslag 1680-1863
- Binnebergs tingslag
- Hasslerörs tingslag
- Hova tingslag
- Valla tingslag

## Tingslag 1929-1970
- Vadsbo norra tingslag; från 1 januari 1929 till 1 januari 1948[2]
- Vadsbo södra tingslag; från 1 januari 1929 till 1 januari 1948[2]
- Vadsbo domsagas tingslag; från 1 januari 1948[2]

## Häradshövdingar
- 1680–1695 Christoffer Gyllengrip
- 1695–1716 Jonas Aurell
- 1716–1732 Lechard Thorsén
- 1732–1737 Anders Wennberg
- 1738–1747 Henrik Sylvius
- 1747–1750 Christoffer Lundstedt
- 1750–1763 Carl Trägårdh
- 1764–1774 Johan Gustaf Wennberg
- 1774–1781 Jonas von Engeström
- 1781–1812 Johan Richert
- 1812–1823 Carl Vilhelm Nordell
- 1823–1863 Gustaf Birger Richert
- 1926–1944 Carl Axel Hilmer Norelius
- 1944–1965 Christer Fredrik Gemzell
- 1965–1970 Olof Svensson

### Fotnoter
1. ↑   (PDF) Folkräkningen den 31 december 1930, I, Areal och folkmängd inom särskilda förvaltningsområden m.m., Befolkningsagglomerationer. Stockholm: Statistiska centralbyrån. 1935. sid. 200. Arkiverad från originalet den 26 oktober 2014. https://www.webcitation.org/6TbpmPsGq?url=http://www.scb.se/Grupp/Hitta_statistik/Historisk_statistik/_Dokument/SOS/Folkrakningen_1930_1.pdf. Läst 26 oktober 2014 Arkiverad 24 september 2015 hämtat från the Wayback Machine.
2. 1 2 3   (PDF) Folkräkningen den 31 december 1950, I, Areal och folkmängd inom särskilda förvaltningsområden m.m., Tätorter. Stockholm: Statistiska centralbyrån. 1952-05-19. sid. 85. Arkiverad från originalet den 1 oktober 2014. https://www.webcitation.org/6T09ZkyrB?url=http://www.scb.se/Grupp/Hitta_statistik/Historisk_statistik/_Dokument/SOS/Folkrakningen_1950_1.pdf. Läst 9 oktober 2014 Arkiverad 29 oktober 2013 hämtat från the Wayback Machine.